# Jim Galloway (Musiker)

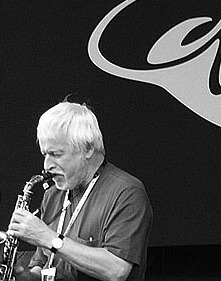
Jim Galloway

James Braidie „Jim“ Galloway (* 28. Juli 1936 in Kilwinning, Ayrshire, Schottland; † 30. Dezember 2014 in Toronto) war ein kanadischer Musiker (Alt, Sopran-, Tenor- und Baritonsaxophon und Klarinette) des Mainstream Jazz.

## Leben und Wirken
Galloway spielte während seines Graphikstudiums an der Glasgow School of Art als Klarinettist Traditional Jazz. Er war auch Mitglied der Scottish All Stars. Dann erarbeitete er sich das Alt- sowie die anderen Saxophone und gründete 1961 mit den Jazz Makers eine eigene Band. 1964 wanderte er nach Kanada aus und schloss sich in Toronto den Metro Stompers an, deren Leitung er 1968 übernahm. Mit dieser Band gastierte der Saxophonist in den USA und in Europa.
Daneben spielte er bei Aufnahmen und Konzerten mit Musikern wie Vic Dickenson, Buddy Tate, Claude Williams, Wild Bill Davison, Ralph Sutton, Allan Vaché, Junior Mance, Ed Polcer, Howard Alden, Jay McShann, Dick Wellstood (1976 Three's Company), Art Hodes (Jim Galloway & Art Hodes) oder Buck Clayton. Seit den 1970er Jahren besuchte er mit The World’s Greatest Jazz Band und weiteren All Star Bands mehrmals Europa und trat auch auf dem Montreux Jazz Festival auf. Seit 1977 absolvierte er über 30 Wochen-Gastspiele mit verschiedenen lokalen Gruppen im Wiener Jazzland. 1978 gründete er die Wee Big Band. Zwischen 1981 und 1987 war er Moderator der wöchentlichen Radiosendung »Toronto Alive«. 1985 produzierte er für das Edinburgh Festival die gemeinsam mit seiner Frau, der Bassistin Rosemary Galloway geschriebene Komposition Hot And Sweet, die er mit der eigenen Band und dem Royal Scottish National Orchestra aufführte. Seit 1987 leitete er bis 2009 auch das Toronto Jazz Festival.

## Preise und Auszeichnungen
Sein Album Walking On Air wurde 1980 für den Juno Award als bestes Jazzalbum Kanadas nominiert. 2002 wurde er mit dem französischen Ordre des Arts et des Lettres als Chevallier geehrt. 2015 erhielt er im Rahmen des von ihm jahrelang geleiteten „Toronto-Jazz-Festival“ einen speziellen „Oscar-Peterson-Award“.

## Diskographische Hinweise
- Vic Dickenson & Jim Galloway Quintett (1973) mit Ron Sorley, Dan Mastri, George Reed & Paul Rimstead
- Bojangles (1978/79)
- Thou Swell (1981), mit Jay McShann p, Don Thompson und Terry Clarke
- Jim Galloway Quartett (1981)  mit Al Cohn, Eddie „Lockjaw“ Davis, Ian Bargh p, Neil Swanson, Terry Clarke
- At The Bern Jazz Festival (1983) mit Doc Cheatham, Roy Williams, Ian Bargh, Terry Clarke
- The Sackville All Stars Christmas Record (1986) (mit Ralph Sutton)
- A Tribute To Louis Armstrong (1988) (mit Ralph Sutton)
- Red Hot Pods (Vienna 1990) with Jim Galloway, Dieter Bietak, Harry Jirsa, Lothar Reichhold, Erwin Frassine. Bibi Libowitzky, Walter Großrubatscher
- Jim & Jay's Christmas (1992) (mit Jay McShann)
- The Canadian All Stars (1992) mit Fraser Mac Pherson, Oliver Jones, Ed Bickert, Dave Young, Terry Clarke
- Wee Big Band (1993)
- Live at the Green Dolphin - Cape Town, South Africa (Vol. 1 & 2) (1996)
- Pocketful of Dreams (1997) mit Ralph Sutton und Don Vickery
- What's New (1997) mit Bob Barnard und Henri Chaix
- At the Ball (1998) (mit Ed Polcer)
- Raisin' the Roof (1998) (mit Allan Vaché)
- Music Is My Life (2001) (mit Dick Wellstood und Humphrey Lyttelton)
- Wholly Cats (2002) mit Bob Barnard, Reg Schwager, Keter Betts, Jackie Williams
- Echoes of Swing (2003) mit Dave Johnston, Laurie Bower, Ian Bargh, Dave Field, Dock Vickery
- Live in Toronto (2010) (mit Vic Dickenson - recorded 1973)

## Lexigraphische Einträge
- Martin Kunzler: Jazz-Lexikon. Band 1: A–L (= rororo-Sachbuch. Bd. 16512). 2. Auflage. Rowohlt, Reinbek bei Hamburg 2004, ISBN 3-499-16512-0.
- The Canadian Encyclopedia: Jim Galloway